# Сотир Андоновски
Сотир Андоновски е гръцки партизанин и деец на СНОФ и НОФ.

## Биография
Роден е през 1918 година в костурското село Кърчища. Включва се в комунистическата съпротива в Гърция в периода 1943-1945 година. По-късно става заместник-командир на костурския батальон с район на действие в Каракамен. После става командир на батальон в Първа егейска ударна бригада.